# Cult of Personality
Cult of Personality è il primo singolo dei Living Colour estratto dall'album Vivid (1988).
La canzone occupa la 69 posizione nella classifica delle 100 Greatest Hard Rock Songs elaborata da VH1; l'assolo di chitarra presente nel brano, invece, si trova alla 86 posizione nella classifica dei 100 Greatest Guitar Solos elaborata da Guitar's World.
Il brano fa parte della soundtrack dei videogiochi Grand Theft Auto: San Andreas (2004), Guitar Hero III: Legends of Rock (2007) e NBA 2K16 (2015). Dal 2011 al 2014 in WWE, dal 2021 al 2023 in AEW e dal 2023 ancora in WWE è usata come musica d'ingresso dal wrestler CM Punk.

## Composizione e successo commerciale
Il fondatore dei Living Colour, Vernon Reid, definì la canzone "speciale" non solo per il successo commerciale, ma anche perché fu scritta essenzialmente in una sola sessione di prove. Il riff fu suonato per caso durante la pratica e diventò il brano più conosciuto del gruppo.
Oltre ad essere stata utilizzata in diversi film, Cult of Personality è la musica d'ingresso del wrestler della WWE CM Punk, che la utilizzò nel circuito indipendente e, dal 25 luglio 2011, in WWE e AEW: proprio questo utilizzo portò una nuova popolarità al brano, che raggiunse la centoundicesima posizione nella classifica dei singoli di iTunes e la prima in quella riservata al genere rock (entrambe le graduatorie relative al mese di luglio 2011). Punk ha usato questa canzone anche per il suo debutto nelle arti marziali miste il 10 settembre 2016 in occasione dell'evento UFC 203.

## Classifiche
| Classifica    | Posizione |
| ------------- | --------- |
| Nuova Zelanda | 3         |
| Stati Uniti   | 13        |
| Regno Unito   | 67        |